# Minangkabaus
O grupo étnico Minangkabau é nativo do planalto da Sumatra Ocidental, na Indonésia. Sua cultura é matrilinear, com a transmissão da propriedade e da terra de mãe para filha, enquanto que as questões políticas e religiosas são áreas masculinas (embora algumas mulheres também desempenhem papéis importantes nessas áreas). Atualmente 4 milhão de Minangs vivem na Sumatra Ocidental, enquanto que aproximadamente 3 milhões estão dispersos por muitas cidades e vilas da Indonésia e da Malásia.